# Ribeira de Calhau
Ribeira de Calhau és una vila a l'est de l'illa de São Vicente a l'arxipèlag de Cap Verd. Està situada 3 kilòmetres al sud-oest de Mindelo. La seva població en 2010 era de 1.177 habitants. Pren el seu nom del riu Ribeira do Calhau, i comprèn les viles de Madeiral, Chã de Madeiral, Madeiral do Norte (km 11), Bairro Branco, Calhau Interior (km 13), Ribeira de Calhau i Calhau, tots situats prop del riu, altres inclouen Santa Luzia, un assentament abandonat a l'illa de Santa Luzia, l'àrea també inclou Ilhéu Branco iIlhéu Raso. A 3 km al sud de Calhau hi ha el cràter volcànic extint Viana.
L'Observatori Atmosfèric de Cap Verd "Humberto Duarte Fonseca" es troba a 1 km al nord de Calhau. Forma part d'una iniciativa germano-britànica per fer observacions subterrànies i a llarg termini en l'oceà a la regió tropical del nord-est de l'Oceà Atlàntic.